# 59470 Paveltoufar
59470 Paveltoufar è un asteroide della fascia principale. Scoperto nel 1999, presenta un'orbita caratterizzata da un semiasse maggiore pari a 2,5719720 au e da un'eccentricità di 0,0165618, inclinata di 3,61645° rispetto all'eclittica.